# Ulica Nałkowskich w Lublinie
Ulica Wacława i Zofii Nałkowskich – w dzielnicy Wrotków. Łączy ul. Żeglarską i Zalew Zemborzycki z ul. E. Romera i ul. Diamentową. Ma długość 2,75 km. Na odcinku od ul. Medalionów do ul. Romera oraz między dwoma skrzyżowaniami z ul. Romera stanowi drogę osiedlową (os. Nałkowskich, os. Łąkowa); na części długości jest zamknięta dla ruchu kołowego; Odcinek od ul. Romera do ul. Żeglarskiej stanowi wraz z ul Romera główną ulicę osiedla. Przy ul. Nałkowskich znajdują się liczne lokale usługowe, nowe budownictwo mieszkaniowe, a także Szkoła Podstawowa nr 30, Gimnazjum nr 3, Przedszkola nr 66 i 78. Wzdłuż Bystrzycy przebiega droga dojazdowa do posesji położonych bliżej rzeki. Planowane jest poszerzenie tej drogi.

## Komunikacja miejska
Ulicą kursują następujące linie autobusowe MPK Lublin:
- na odcinku od Romera do Żeglarskiej: 6, 15, 21, 25, 34, 37, 38, 40, N1 (nocna).